# FC Arbroath
Der FC Arbroath (offiziell: Arbroath Football Club) ist ein schottischer Fußballverein aus Arbroath.
Der im Juli 1878 während eines Treffens im „George Hotel“ gegründete Verein spielt in der Saison 2016/17 in der Scottish League Two, der vierthöchsten Spielklasse im schottischen Fußball, und absolviert seine Heimspiele im Gayfield Park (oder kurz: „Gayfield“). Die Mannschaft tritt zumeist in kastanienfarbenen Trikots an. Der Spitzname Red Lichties besitzt seinen Ursprung in den roten Lichtern, die verwendet werden, um Fischerboote aus der Nordsee in den örtlichen Hafen zurückzuleiten.

## Geschichte

### Gründung und die ersten Jahre
Nach einem ersten offiziellen Wettkampfspiel gegen „Our Boys of Dundee“ im September 1878 – das der Klub mit 3:0 gewann – erwarb der FC Arbroath 1880 im Gayfield Park seine künftige Heimspielstätte, die zu diesem Zeitpunkt jedoch noch als Müllhalde gedient hatte. Dort fand die erste Partie im schottischen FA Cup gegen „Rob Roy of Callander“ statt, das die Red Lichties mit 2:1 gewinnen konnten. Vier Jahre später besiegte der Klub 1884 im Pokal die Glasgow Rangers mit 2:1, was jedoch nach einem Einspruch der Gäste nicht gewertet wurde, nachdem diese die zu geringe Breite des Spielfelds erfolgreich bemängelt hatten. Im Wiederholungsspiel unterlag der FC Arbroath schließlich deutlich mit 1:8.
Im Jahre 1885 stellte der FC Arbroath einen Weltrekord im Erwachsenenfußball auf, als 1885 der „Bon Accord Football Club“ in einem Scottish-FA-Cup-Spiel mit 36:0 geschlagen wurde, wobei der Schiedsrichter noch einige Tore aufgrund von angeblichem Abseits nicht anerkannte. Dieses Ergebnis kam zustande, weil wegen einer Verwechslung der Vereinsnamen eine Cricketmannschaft eingeladen wurde, die nur für dieses Spiel ihren Namen änderte. Jocky Petrie erzielte in diesem Spiel alleine 13 Tore. Diesen Rekord stellte Archie Thompson 2001 im Länderspiel von Australien gegen Amerikanisch-Samoa ein. Kurze Zeit später verpflichtete der Verein mit Ned Doig einen Torhüter, der im weiteren Verlauf seiner Karriere noch erfolgreich für den FC Liverpool und den FC Southampton aktiv sein sollte und mit seinem Länderspieldebüt für Schottland der bis heute einzige schottische Nationalspieler in Diensten des FC Arbroath ist.
Nach der vor allem in England fortschreitenden Professionalisierung des Fußballsports zog es fortan immer mehr Spieler des Vereins in den Süden. Dagegen versuchte die Neugründung einer „Northern League“ im Jahre 1891 zu wirken, an der neben dem FC Arbroath noch sieben weitere – hauptsächlich aus Dundee stammende – Vereine teilnahmen. Zwei Jahre später gewannen die Red Lichties die Meisterschaft in dieser mittlerweile auf zehn Mitglieder aufgestockte Nordliga.

### Von der Northern League in die höchste schottische Spielklasse
Im Jahre 1903 gewann der FC Arbroath nach einem 4:2-Finalsieg gegen die Albion Rovers im Dens Park den „Scottish Qualifying Cup“ – eine Art Vorwettbewerb zum FA Cup – und trat sechs Jahre später der neu gegründeten „Central League“ bei, ohne jedoch auf die parallele Teilnahme an der Northern League zu verzichten.
Kurz nach dem Ende des Ersten Weltkriegs nahm der Klub erstmals an dem Spielbetrieb der Scottish Football League teil und schloss die Saison 1921/22 in der zweitklassigen Division Two auf dem 16. Tabellenplatz (von insgesamt 20 Mannschaften) ab. Die heute als Gayfield in dieser Form bekannte Spielstätte wurde 1925 mit einer 2:4-Niederlage gegen den FC East Fife eingeweiht und sportlich entwickelte sich der FC Arbroath erkennbar weiter, was sich in einem dritten Tabellenplatz am Ende der Spielzeit 1928/29 niederschlug.
Die „goldene Ära“ des Vereins sollte aber erst in den 1930er-Jahren folgen. Nachdem zuvor bereits talentierte Spieler aus der Nachwuchsförderung erwuchsen – darunter ist vor allem George Mutch zu nennen, der 1934 für 800 Pfund zu Manchester United wechselte, dort schottischer Nationalspieler wurde und 1938 das entscheidende Tor im englischen FA-Cup-Finale für Preston North End erzielte – konnte eine erfolgreiche Generation schließlich 1935 mit einem zweiten Platz den Aufstieg in die schottische Eliteliga sicherstellen. Bemerkenswert waren dabei vor allem die Leistungen des Torhüters George Cumming, der mit nur 42 Gegentoren die wenigsten in der gesamten schottischen Football League kassiert hatte (auch er sollte bereits im Oktober 1935 den Verein in Richtung des FC Middlesbrough für 5.000 Pfund verlassen). Zwischen 1935 und 1939 spielte der FC Arbroath in der erstklassigen Division One und rangierte nacheinander auf dem elften, vierzehnten, elften und siebzehnten Platz.

### Aufenthalt in den niederklassigen Profiligen
Trotz des Klassenerhalts zum Ende der Saison 1938/39 wurde der FC Arbroath nach der Wiederaufnahme des Spielbetriebs nach dem Ende des Zweiten Weltkriegs in die Zweitklassigkeit zurückgestuft. Dort belegte der Klub zwar am Ende der Saison 1946/47 nur den zwölften und drittletzten Platz, konnte sich aber durch den Einzug ins Pokalhalbfinale rehabilitieren. In der bis heute besten Pokalrunde des Vereins unterlag man jedoch dort mit 0:2 gegen den späteren Titelträger FC Aberdeen vor 22.000 Zuschauern im Dens Park.
Dieser Zwischenerfolg konnte insgesamt die sportliche Dauerkrise in der Meisterschaft nicht beseitigen und nach Platzierungen zumeist im unteren Mittelfeld schloss der FC Arbroath die Saison 1951/52 gar als Tabellenschlusslicht ab (ein Abstieg aus der damals untersten schottischen Profiliga war zu diesem Zeitpunkt jedoch nicht möglich). Trotz dieser Talfahrt konnte der Klub in dieser Spielzeit seine höchste Zuschauerzahl im Gayfield Park vermelden, als 13.510 Zuschauer der 0:2-Pokalniederlage gegen die Rangers beiwohnten. Bereits im Folgejahr traf man auf den gleichen Gegner, dem man nun vor 44.000 Zuschauern im Ibrox Park mit 0:4 unterlag.
Im Jahre 1954 entwickelte die Vereinsführung Pläne, den Gayfield Park zu verlassen und eine neue sportliche Heimat zu suchen, verwarf diese aber schnell wieder. Stattdessen errichtete der Klub zwei Jahre später in Gayfield sogar eine Flutlichtanlage. Zum Ende der 1950er-Jahre setzte eine neue sportliche Konsolidierung ein, die zunächst dadurch eingeleitet wurde, dass der ehemalige langjährige Mannschaftskapitän Chris Anderson nun gemeinsam mit dem seit 1955 im Amt befindlichen Trainer Tommy Gray die sportliche Leitung übernahm. Das vormalige Kellerkind der Liga steigerte sich dadurch über den zehnten Platz im Jahre 1957 und den dritten Rang im Folgejahr zum Aufstieg als Vizemeister hinter Ayr United zum Abschluss der Saison 1958/59. Dabei hatte vor allem Dave Easson mit seinen insgesamt 59 Toren in der Meisterschaft und im Pokal maßgeblichen Anteil an diesem Erfolg und war 1959 damit gleichzeitig der beste Torschütze in einer britischen Profifußballliga.
Der Aufenthalt in der schottischen Division One sollte jedoch nur ein Jahr andauern und der FC Arbroath stieg mit nur 15 Punkten aus 34 Spielen als Tabellenletzter wieder ab. Als Teilerfolg konnte lediglich der Halbfinaleinzug im Ligapokal verbucht werden, das jedoch mit 0:3 gegen Third Lanark im Ibrox Park verloren ging.

### Die „Henderson-Ära“
Nach der Rückkehr in die zweite Liga konnte sich der Klub nicht in die Riege der Aufstiegsfavoriten einreihen und agierte zumeist im Mittelfeld der Liga. Mit der Verpflichtung von Albert Henderson als neuen Trainer leitete der Klub jedoch eine neue Ära ein, die schließlich 17 Jahre lang andauern sollte. Unterstützt durch die Rückkehr von Easson, der zwischenzeitlich zu den Raith Rovers abgewandert war, baute der neue Trainer eine neue schlagkräftige Mannschaft auf, die sich auf den oberen Rängen festsetzte und den Aufstieg einige Male nur knapp verpasste. Im Jahre 1968 gelang letztlich die Rückkehr ins Oberhaus, wobei vor allem das Sturmduo Jimmy Jack und Dennis Bruce mit ihren insgesamt über 60 Toren für Furore sorgten.
Wie aber bereits neun Jahre zuvor, tat sich der Klub erneut in der Division One sehr schwer und stieg als Tabellenletzter auf direktem Weg wieder in die Zweitklassigkeit ab. Von diesem Rückschlag erholten sich die Red Lichties nun aber schneller und die unter Henderson gereifte Mannschaft konnte zum Abschluss der Saison 1971/72 die Rückkehr in die oberste schottische Spielklasse sicherstellen. Obwohl Jimmy Jack und Tommy Walker den Verein verließen, gelang nun der Klassenerhalt und die Mannschaft kam zudem in der Spielzeit 1972/73 zu einem Achtungserfolg mit einem überraschenden 3:3-Remis im Ligapokal bei Celtic Glasgow im Hampden Park, in dem Derek Rylance alleine drei Tore gelangen.
Auch in der Saison 1973/74 stabilisierte sich die sportliche Leistung weiter und als Höhepunkt in einer Spielzeit, in der der Klub den 13. Platz belegte, diente der 3:2-Auswärtssieg bei den Glasgow Rangers im Ibrox Park. Dieser war gleichzeitig der erste Auswärtssieg des FC Arbroath bei dem übermächtig erscheinenden Gegner. Nach dem Abschluss der Folgesaison strebte der schottische Fußballverband die Einführung einer „Premier Division“ als neue oberste Spielklasse an, für die sich der FC Arbroath durch den letzten Platz nicht qualifizieren konnte und wieder in die zweite Liga – die nun fortan selbst „Division One“ heißen sollte – zurückfiel.
Der Höhepunkt in dieser Phase war nun überwunden und der FC Arbroath fand sich im weiteren Verlauf der 1970er-Jahre zumeist im Mittelfeld der zweithöchsten Spielklasse wieder. Während der Saison 1979/80 wurde Henderson nach insgesamt 17 Jahren und vier Monaten als Cheftrainer entlassen und durch Ian Stewart ersetzt, der jedoch nicht verhindern konnte, dass am Ende der Saison mit dem vorletzten Platz sogar der Fall in die drittklassige Division Two anstand.

### Sportlicher Niedergang
Die Rückkehr in die zweite Liga scheiterte nach Abschluss der Saison 1981/82 nur knapp gegenüber Alloa Athletic aufgrund der schlechteren Tordifferenz und auch nach einem erneuten Trainerwechsel zu George Fleming stand 1983 nur der dritte Platz zu Buche. Es folgte ein in dieser Dramatik unerwarteter sportlicher Tiefflug, der nach einem vergleichsweise guten fünften Platz auf der letzten Position nach Abschluss der Saison 1984/85 endete. Dies sollte auch das Ende für Fleming bedeuten, dessen Nachfolger Jimmy Bone wurde. Bones Engagement sollte nach zwei Jahren ebenfalls ohne nennenswerte Erfolge enden und auch unter dem Nachfolger John Young sollte sich der FC Arbroath bis 1990 zumeist nur im unteren Tabellendrittel der dritten Liga aufhalten.
Weitere Nachfolger konnten in der Folgezeit ebenso wenig verhindern, dass sich der Klub aus dem Unterhaus der dritten Liga befreien konnte und dem letzten Platz am Ende der Saison 1990/91 stand nur ein weiterer Einzug in das Pokalviertelfinale in der Saison 1993/94 gegenüber, in dem man gegen die Rangers jedoch daheim mit 0:3 den Kürzeren zog. Nach einer weiteren Umstrukturierung im schottischen Ligasystem zur Saison 1994/95 war der FC Arbroath durch den zwölften Platz auf einmal nur noch viertklassig. Aus der zunehmenden Bedeutungslosigkeit entwuchs der Verein im Jahre 1996, als die viel beachtete Neuauflage des Duells gegen Bon Accord stattfand. Dort gewann der FC Arbroath im Vergleich zum Rekordspiel „knapp“ mit 4:0. Dennoch fand die Spielzeit 1996/97 einen neuen Tiefpunkt in der Vereinsgeschichte, als der Klub erstmals Tabellenletzter der Third Division genannten vierten Liga wurde.

### Jüngste Entwicklungen
Entgegen der Expertenmeinungen gelang jedoch der unmittelbare Wiederaufstieg im folgenden Jahr und der Klub konnte nach drei weiteren Jahren sogar die Rückkehr in die zweite Liga sicherstellen, was als größter Erfolg des FC Arbroath in der jüngeren Vergangenheit gilt. In der First Division gelang mit dem siebten Platz und 13 Punkten Abstand in der Spielzeit 2001/02 der sichere Klassenerhalt, was sich aber dramatisch in der Folgesaison änderte, als mit nur 15 Punkten – nun mit 20 Punkten Abstand zum „rettenden Ufer“ – der Abstieg frühzeitig nicht zu verhindern war.
Der direkte Rückfall in die Viertklassigkeit konnte am letzten Spieltag der Saison 2003/04 noch abgewendet werden, was dann aber bereits ein Jahr später, nach einer 0:3-Niederlage gegen den FC Dumbarton am 30. April 2005, „nachgeholt“ wurde. Bis zum Saisonende 2007/2008 gelang auch kein erneuter Aufstieg. Die Saison schloss man mit einem 4. Platz ab was zu den Aufstiegs-Play-Off's berechtigte. Im Finale konnte man den FC Stranrear besiegen und stieg damit wieder in die Scottish Football League Second Division auf.

## Bekannte Spieler
- William Maxwell
- Andy Webster

## Trainerchronik
- Bob McGlashan (-1946)
- Archie Anderson (1946–1949)
- Alec Cheyne (1949–1955)
- Tommy Gray (1955–1957)
- Chris Anderson (1957–1960)
- John Prentice (1960–1962)
- Albert Henderson (1962–1979)
- Ian Stewart (1979–1982)
- George Fleming (1982–1985)
- Jimmy Bone (1985–1987)
- John Young (1987–1990)
- Ian Gibson (1990–1991)
- Walter Borthwick (1991)
- Mikey Lawson (1991–1992)
- Danny McGrain (1992–1994)
- Jocky Scott (1994)
- George Mackie (1994–1995) with
- Donald Park (1994)
- John Brogan (1995–1996)
- Tommy Campbell (1996–1997)
- Dave Baikie (1997–2000)
- John Brownlie (2000–2003)
- Stevie Kirk (2003–2004)
- Harry Cairney (2004–2005)
- John McGlashan (2005–2009)
- Jim Weir (2009–2010)
- Paul Sheerin (2010–2014)
- Allan Moore (2014–2015)
- Todd Lumsden (2015–2016)
- Dick Campbell (2016–heute)